# Štefan Papp
Štefan Papp, také Stepan Papp, ukrajinsky Пап Степан (11. března 1917 Berezovo – 25. února 1990 Košice) byl řeckokatolický kněz, historik, publicista.

## Život
Narodil se v Berezově. Byl jedním z vedoucích představitelů rusínské mládežnické,organizace PLAST, také členem OUN (organizace ukrajinských nacionalistů), voják Karpatské Síče a maďarský politický vězeň.
Po roce 1968 působil ve farnostech Nižná Rybnica a Vyšné Nemecké. V letech 1979 až 1984 byl šéfredaktorem časopisů Slovo a Blahovistnik. Je autorem mnoha historických a liturgických článků týkajících se řeckokatolické církve na Slovensku. Také se podílel na vydání gramofonových desek s nazpívanými staroslovanskými liturgickými texty, v mukačevském nápěvu, které byly vydány v roce 1969 v pražském vydavatelství Supraphon a které pak byly vydány v USA a které byly určeny jako učební pomůcka pro kantory.

## Dílo
- Krestna doroha Hospoda našeho Isusa Christa, Eparchiaľnoje Praviteľstvo, edícia: Knyhy Blahovistnyka, 1947
- Krestna doroha, Spolok svätého Vojtecha, 1969
- Kalendár grékokatolika - 1970, Spolok svätého Vojtecha, Gréckokatolícky biskupský úrad, 1969
- Grekokatolicki duchovní pisňi, Spolok svätého Vojtecha, 1969
- Krestna doroha, Spolok svätého Vojtecha, 1970
- Kalendár blahovistnika 1971, Spolok svätého Vojtecha, Gréckokatolícky biskupský úrad, 1970
- Chrystos - moja sila, modlitebník a spevník, Cirkevné nakladateľstvo a Spolok sv. Vojtecha, 1971
- Kalendár blahovistnika 1972, Spolok svätého Vojtecha, Gréckokatolícky biskupský úrad,1971
- Velikij cerkovnyj sbornik Chvalite Hospoda, Cirkevné nakladateľstvo a Spolok sv. Vojtecha, 1975
- Plastovyj almanach, Spolok svätého Vojtecha, Bratislava: Cirkevné nakladateľstvo, 1976
- Vesiľni propovidi, 1978
- Pochoronni propovidi, 1979
- Gréckokatolícky kalendár na rok 1981, Spolok svätého Vojtecha, Bratislava: Cirkevné nakladateľstvo, 1980
- Gréckokatolícky kalendár na rok 1982, Spolok svätého Vojtecha, Bratislava: Cirkevné nakladateľstvo, 1981
- Chrystos - moja sila, modlitebník a spevník, Cirkevné nakladateľstvo a Spolok sv. Vojtecha , 1981
- Biblický katechizmus pre gréckokatolíkov, Spolok svätého Vojtecha Redakcia časopisu Slovo, 1982
- Gréckokatolícky kalendár na rok 1983, Spolok svätého Vojtecha, Bratislava: Cirkevné nakladateľstvo, 1982
- Biblijnyj katychyzm dlja hrekokatolykiv, Cirkevné nakladateľstvo a Spolok sv. Vojtecha, 1982
- Počatky chrystijanstva na Zakarpatti, 1983
- Gréckokatolícky kalendár na rok 1984, Spolok svätého Vojtecha, Bratislava: Cirkevné nakladateľstvo, 1983
- Tajna pokajannja. Jak spovidatysja, Spolok svätého Vojtecha, 1983
- Chrystos - moja sila, modlitebník a spevník, Cirkevné nakladateľstvo a Spolok sv. Vojtecha, 1984
- Gréckokatolícky kalendár na rok 1985, Spolok svätého Vojtecha, Bratislava: Cirkevné nakladateľstvo, 1984
- Naša vira, 1990
- Ikony i ikonopysannja na Zakarpatti, 1992
- Історія Закарпаття, Нова Зоря, 2001 - 2003. 3 zv. kniha (v preklade História Zakarpatie), ISBN 966-7363-75-9